# Friederike (opérette)
 (juillet 2025).
Si vous disposez d'ouvrages ou d'articles de référence ou si vous connaissez des sites web de qualité traitant du thème abordé ici, merci de compléter l'article en donnant les références utiles à sa vérifiabilité et en les liant à la section « Notes et références ».
Pour les articles homonymes, voir Friederike.
Friederike est une opérette en trois actes de Franz Lehár sur un livret de Ludwig Herzer et Fritz Löhner-Beda. Lehár la qualifie plutôt de Singspiel. Elle raconte une histoire de la jeunesse de Goethe.

## Historique
Composée en 1928 par Franz Lehár, Friederike s'inspire de la jeunesse de Johann Wolfgang von Goethe et de sa relation avec Friederike Brion, fille d'un pasteur.

## Synopsis
L'opérette se déroule dans le village de Sessenheim et à Strasbourg. Les deux premiers actes se passent en 1771, le troisième en 1779.
Premier acte
En face du presbytère de Sessenheim
Jakob Brion, le pasteur de Sessenheim, a deux filles : l'épicurienne, un peu coquette Salomea et Friederike l'aînée. Johann Wolfgang Goethe, étudiant en droit à Strasbourg, vient lui rendre visite une nouvelle fois. Il est accompagné par des camarades Weyland et Lenz qui jettent leur dévolu sur Salomea. Elle n'est pas contre un flirt, elle se sent même flattée d'être courtisée par deux garçons. Le cœur de Goethe bat pour Friederike. Timide, il n'a pas encore osé l'embrasser. Il est un peu superstitieux, parce qu'une fois à Strasbourg il a embrassé une fille qui a refusé son cœur.
Aujourd'hui, la glace se brise. Lorsque Friederike prend congé du jeune homme, il ne peut plus se retenir. Ils s'étreignent et s'embrassent.
Deuxième acte
Un salon bourgeois à Strasbourg
Mme Scholl, une dame respectée de la grande bourgeoisie, a invité Goethe dans son salon. Il y a avec elle ses deux nièces, Friederike und Salomea Brion. Cette dernière s'est mise en couple avec Weyland. Goethe pense faire de même. Il a deux bagues qu'il veut proposer d'échanger avec sa bien-aimée. Mais tout à coup la conversation est interrompue par l'arrivée du capitaine et le prince héritier von Knebel. Knebel lui apporte le message que son maître, le grand-duc de Saxe-Weimar, le demande à son service. Goethe est déchiré entre partir et rester. Il demande un peu de temps.
Weyland intervient. Il explique à sa future belle-sœur que Goethe est un génie et que sa réputation de la cour de Saxe-Weimar lui donne une occasion unique qu'il faut absolument saisir. Friederike est impressionnée par le discours de Weyland. Elle fait alors mine de nier l'amour de Goethe. Le poète ne reconnaît plus celle qu'il aime. Choqué, il quitte la maison sans dire au revoir. Friederike reste triste.
Troisième acte
En face du presbytère de Sessenheim
Huit ans ont passé depuis que Goethe a quitté l'Alsace. Il revient accompagné de Karl August, le grand-duc de Saxe-Weimar, devenu son ami. Ils s'arrêtent à Sessenheim. Le poète sait qu'il a sacrifié Friederike. Elle ne voulait pas voir le destin s'accomplir. Goethe et Friederike se disent enfin adieu.

## Réception
L'ouvrage est critiqué pour son traitement jugé trop léger d'une figure majeure de la culture allemande. Malgré cet accueil réservé, Friederike rencontre un important succès populaire, en grande partie grâce à l'interprétation de Goethe par le ténor Richard Tauber.
Un enregistrement de Friederike est réalisé lors du Festival de Radio France et Montpellier en 2009, sous la direction de Lawrence Foster. Le ténor Marius Brenciu y incarne Goethe, tandis que Nicola Beller Carbone tient le rôle-titre. L’interprétation musicale est saluée, bien que certaines critiques visent le texte français de l’opérette.